# Brunryggig visslare
Brunryggig visslare (Pachycephala modesta) är en fågel i familjen visslare inom ordningen tättingar.

## Utbredning och systematik
Brunryggig visslare delas in i tre underarter:
- P. m. modesta – förekommer i Herzog-bergen och andra bergsområden på sydöstra Nya Guinea
- P. m. hypoleuca – förekommer på Nya Guinea (bergsområdena i Sepik och Saruwaged)
- P. m. telefolminensis – förekommer på centrala Nya Guinea (bergsområdena i Victor Emanuel och Hindenburg)

Underarten hypoleuca inkluderas ofta i nominatformen.

## Status
IUCN kategoriserar arten som livskraftig.